# 安杰伊·苏普龙
安杰伊·苏普龙（波蘭語：Andrzej Supron，1952年10月22日—），波兰男子摔跤运动员。他曾代表波兰参加1972年、1976年和1980年夏季奥林匹克运动会摔跤比赛，其中1980年奥运会获得一枚银牌。